# Astrotoma drachi
Astrotoma drachi is een slangster uit de familie Gorgonocephalidae.
De wetenschappelijke naam van de soort werd in 1979 gepubliceerd door Guille.